# ロイヤル・ストリート (ニューオーリンズ)

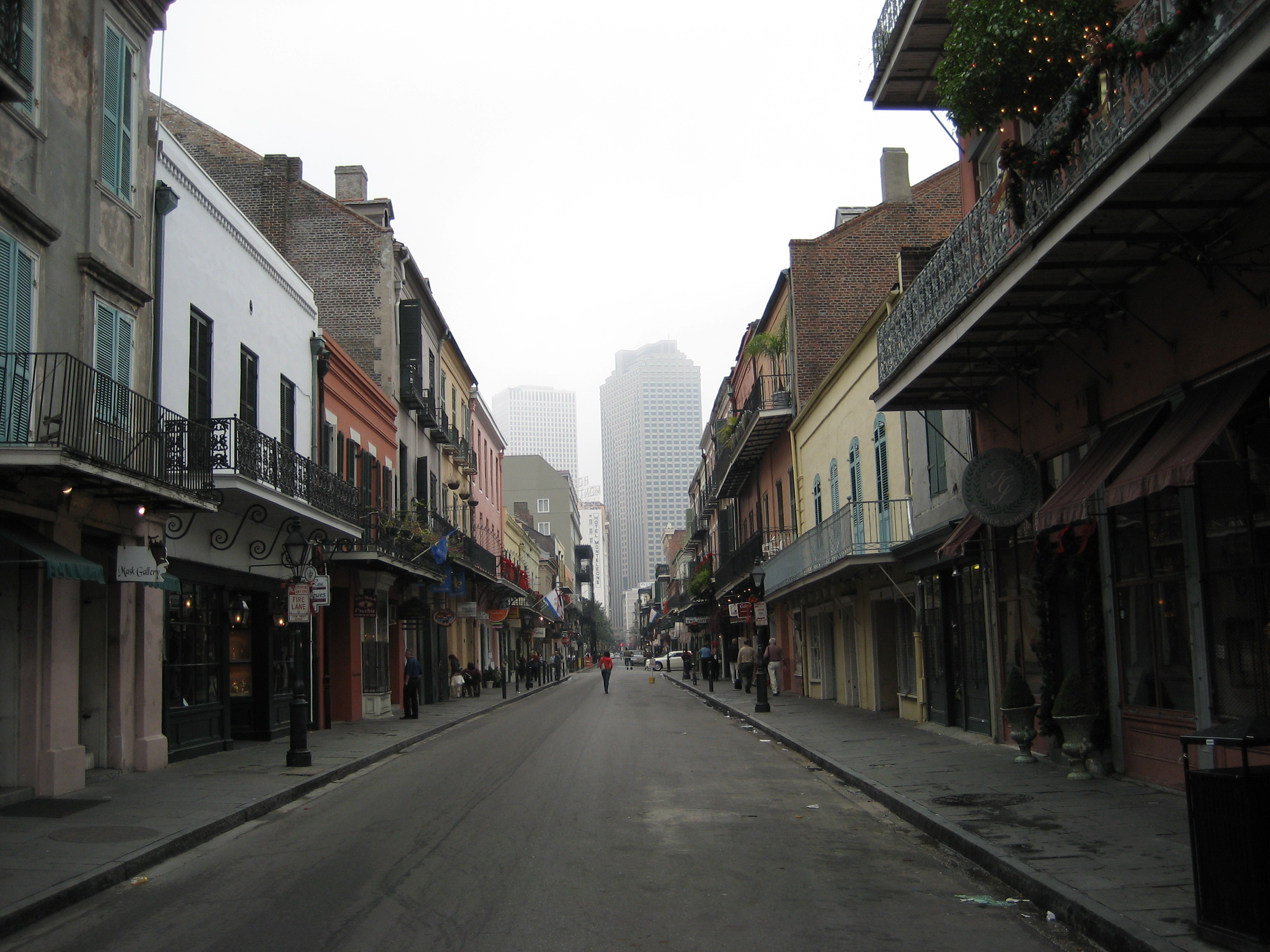
フレンチ・クオーター内のロイヤル・ストリートの風景

ロイヤル・ストリート (Royal Street)とは、アメリカ合衆国ルイジアナ州ニューオーリンズの通りの名称である。ニューオーリンズでも最も古い通りのひとつであり、その歴史はフランスの植民地時代にまで遡る。
通りは、カナル・ストリートとの接点から始まっている。ミシシッピ川と並行する形でフレンチ・クオーターを横切り、フォーバーグ・マリニー地域、バイウォーター地域、ロウワー・ナインス・ワードのジャクソン兵舎のそばを通り、セントバーナード郡の境界線まで続いている。バイウォーター地区とロウワー・ナインス・ワードの間は、工業水路によって通りは途切れている。尚、通りの開始点のカナル・ストリートを隔てた向かい側は、セントチャールズ・アベニューになっている。セントチャールズは、ニューオーリンズの中心業務地区を走り、アップタウン方面へ抜けている。
ロイヤル・ストリートで最も有名な地域は、フレンチ・クオーターのアッパーと呼ばれるカナル・ストリート寄りの地域で、骨董品店、画廊が多く軒を連ねる。騒がしい歓楽街であるバーボン・ストリートから南側に僅か1ブロックしか離れていないにもかかわらず、ロイヤル・ストリートは、整然と落ち着いた雰囲気を醸し出している。通り沿いの店に並べられた商品の多くは非常に高価であり、ロイヤル・ストリートは世界でも有数の高価な商店街として知られている。高級な骨董品店に展示された品々は単に古いというだけでなく、植民地時代の王家が所有していた芸術的な家具など、貴重な品々を含んでいる。この通りを訪れる殆どの人々にとって、それらの品々は手の届くものではない。しかし、通りをウィンドウ・ショッピングをすることは、観光客の楽しみのひとつとなっている。 
ロイヤル・ストリートには、予算に応じた多様なレベルのレストランも存在する。高級レストランで有名なのはブレナンズ (Brennan's)である。また、オムニ・ロイヤル・オーリンズ (Omni Royal Orleans)、ホテル・モンテレオン (Hotel Monteleone)といった高級ホテルもある。ジャクソン・スクエアより下流方面では、住宅、地元住民の通う商店が多くなっている。
ロイヤル・ストリートはミシシッピ川の堤防に近い高台に位置しているので、2005年のハリケーン・カトリーナによる市の被害にもかかわらず、ロウワー・ナインス・ワードを除いて大きな水害から免れた。多くの場合、浸水は車道部分に留まり、歩道および店舗の殆どは浸水はしていない。ハリケーンの後、フレンチ・クオーターの大部分で大きな略奪は起こらず、ロイヤル・ストリートの骨董品店も略奪の被害は殆どなかった。